# Stratifikation (Botanik)
Als Stratifikation (von lat. stratum ‚Schicht‘) wird in der Botanik wie im Samenbau eine Behandlung von Samen bezeichnet, die geeignet ist, deren Keimung in einer gepufferten Umgebung anzuregen, beispielsweise durch Kälteeinwirkung. Als Puffer dienen Substratschichten, die den Wassergehalt, die Temperatur und den Lichtabschluss  physikalisch stabilisieren und den bei freier feuchter Lagerung unvermeidlichen Befall mit Mikroorganismen reduzieren.
Nahezu alle Samen durchlaufen während und unmittelbar nach ihrer Reife an der Mutterpflanze eine Samenruhe oder Dormanz, die überwunden werden muss, bevor die Keimung erfolgen kann. Dies dient zunächst dazu, die Keimung bereits an der Mutterpflanze zu verhindern. Zudem müssen häufig bestimmte Umgebungsbedingungen erfüllt sein, damit die Samen keimen können. Zahlreiche Samenarten benötigen eine Kälteperiode, bevor die Keimruhe überwunden wird. Dadurch wird die Keimung von Samen in der ungünstigen Zeit vor Winteranbruch verhindert. Werden Samen künstlich diesen Bedingungen ausgesetzt, spricht man von Stratifikation.
Der Begriff Vernalisation bezieht sich auf die Induktion des Blühvorgangs durch eine Kälteperiode. Diese kann ebenso wie die Stratifikation von Pflanzen schon in deren Samenstadium erfolgen. Beispielsweise mehrjährige Pflanzen brauchen eine Winterruhe zur Blütenbildung.

## Stratifikation in der Gehölzvermehrung
Hartschaliges Saatgut von Gehölzen wird durch spezielle Lagerbedingungen über mehrere Wochen oder Monate vorbehandelt, damit es im Saatbeet einigermaßen gleichzeitig aufläuft, das heißt, sich zum Keimling entwickelt. Kerne zum Beispiel von Pfirsichen, Kirschen, Pflaumen usw. werden im Spätherbst abwechselnd mit feuchtem Kies schichtweise (etwa kernhoch) in einen Behälter (Fass, Holzbottich) gegeben. So lagern sie kühl aber frostfrei mehrere Monate bis zum Ende des Winters. Während dieser Zeit quillt die harte Schale und öffnet sich. Der Samen gerät gleichzeitig in Keimstimmung. Im März/April werden die durch Stratifizieren vorbehandelten Kerne in ein geeignet vorbereitetes Saatbeet ausgebracht.

## Stratifikation im Gemüsebau
Werden Kaltkeimer ausgesät, so benötigen sie eine Kälteperiode, um zu keimen. Im Herbst ausgesäter Samen keimt daher naturgemäß erst nach dem Winter bei der Schneeschmelze im Frühling. Vor einer Aussaat im warmen Frühjahr wird das Saatgut eines Kaltkeimers daher stratifiziert, indem es für eine bestimmte Zeit (artabhängig) in einen Kühlschrank oder sogar in ein Gefrierfach (ebenfalls artabhängig) gelegt wird. Durch diese Methode kann auch im Haus warm überwintertes Saatgut zur Keimung gebracht werden.